# Ризик (маркетинг)
Ризик у маркетингу — загроза понесення збитків або недоотримання прибутків у результаті реалізації конкретних рішень чи видів виробничо-збутової діяльності, що спираються на рекомендації маркетингу. 

## Класифікація ризиків
Існуючі класифікації в основному виділяють маркетинговий ризик як одну зі складових господарського (підприємницького) ризику. У складі маркетингових ризиків окремо виділяють:
- конкурентний ризик,
- ризик неприйняття продукції споживачами,
- ризик неадекватної оцінки місткості ринку,
- ризик прийняття неправильних маркетингових рішень,
- ризик. пов'язаний зі змінами ситуації на ринку в період між його аналізом і прийняттям маркетингових рішень, що спираються на результати аналізу тощо.

Маркетингові ризики проявляються у вигляді нереалізації або зменшення обсягів реалізації продукції та зниженні цін на неї, наслідком чого є недоотримання прибутку або збитки, і загалом спричиняються:
- невідповідністю техніко-економічних параметрів продукції запитам споживачів;
- завищеними цінами або іншими недоліками цінової стратегії;
- неефективною системою збуту, яка не відповідає ринковим реаліям;
- неадекватною цільовому ринку системою стимулювання збуту;
- низькою конкурентоспроможністю продукції, методів її збуту і підприємства-товаровиробника (продавця) взагалі.

## Об'єктивні маркетингові ризики
Об'єктивні маркетингові ризики спричиняються діями економічних контрагентів та контактних аудиторій підприємства-товаровиробника або продавця (мікросередовище), діями факторів макросередовища — факторами безпосереднього і опосередкованого впливу.
З впливом макросередовища пов'язані такі види ризику: економічний; політико-правовий; соціально-демографічний; екологічний; технологічний, які, в свою чергу, залежать від чинників безпосереднього впливу:
- дії економічних контрагентів (постачальників, споживачів, торгових і збутових посередників і т. д.);
- конкуренцію;
- дії криміналітету, рейдерства та ін.;

чинників опосередкованого впливу:
- політична, економічна, демографічна, соціальна, екологічна ситуації та їх зміни;
- міжнародні економічні зв'язки і торгівля;
- НТП ;
- законодавчі та нормативно — правові акти, що регулюють господарську і підприємницьку діяльність;
- бюджетна, фінансово-кредитна і податкова системи;
- дії органів влади.

Зменшити дію маркетингових ризиків, пов'язаних із впливом макросередовища, можна шляхом диверсифікації виробництва і збуту, ретельним вибором напрямків і видів діяльності таким чином, щоб максимально використовувати сприятливі можливості і мінімізувати дію деструктивних факторів.
Мікросередовище спричиняє такі види ризику:
Конкурентний ризик, пов'язаний з діями конкурентів.
Постачальницький ризик, пов'язаний з порушенням умов поставок вихідних сировини і матеріалів.
Ризик, пов'язаний з діями торгових і збутових посередників.
Ризик, пов'язаний зі змінами смаків і уподобань споживачів.
Ризик, пов'язаний із впливом контактних аудиторій (кредитно-фінансових установ, органів державної і місцевої влади, засобів масової інформації, громадських організацій тощо).
Ці види маркетингових ризиків чинять найбільший вплив на підприємства.
Для зниження їх рівня підвищують ступінь обізнаності (поінформованості) про економічних контрагентів і їх можливі дії у конкретних ринкових ситуаціях, проводять диверсифікацію постачальників, посередників і споживачів, розробляють заходи, спрямовані на підвищення конкуренто спроможності, застосовують елементи паблік рилейшнз і пропаганди для формування сприятливого іміджу з огляду на контактні аудиторії та економічних контрагентів тощо.

## Суб'єктивні маркетингові ризики
До суб'єктивних маркетингових ризиків відносяться такі види ризиків, які визначаються особливостями діяльності служби маркетингу підприємства: Серед них можна виділити:
1. Ризики отримання недостовірних результатів ринкових досліджень чи неадекватних ситуацій на ринку, які спричиняються:
- недоліками при виборі напрямків досліджень ринку;
- недоліками методик збору маркетингової інформації, а також неправильним їх застосуванням;
- недоліками методів аналізу маркетингової інформації, їх неправильним застосуванням;
- помилками при інтерпретації отриманих результатів.

2. Ризики прийняття і реалізації неадекватних стратегічних маркетингових рішень:
- пов'язані з визначенням місії і цілей підприємства;
- пов'язані з визначенням основних напрямків його розвитку;
- пов'язані з номенклатурною політикою.

3. Ризики розробки і реалізації комплексу маркетингу, неадекватного ринковим умовам і особливостям підприємства:
- товарної стратегії;
- цінової стратегії;
- збутової стратегії;
- комунікаційної стратегії (стратегії стимулювання).

До основних суб'єктивних факторів ризику слід віднести:
- кваліфікацію і досвід керівників, фахівців і робітників (загальні і у вибраній галузі діяльності відповідно до профілю підприємства)
- освіту і систему перепідготовки кадрів; розподіл кадрів за віком;
- мотивацію праці та ступінь узгодженості інтересів власників, керівників і робітників;
- структуру управління, її гнучкість;
- систему управління якістю; трудову і технологічну дисципліну;
- стан обладнання; використовувані технології;
- ступінь резервування виробничих потужностей і виробничих площ, їх гнучкість;
- місце розташування підприємства, наближеність до транспортних вузлів і джерел сировини і комплектуючих;
- форму господарювання і форму власності;
- фінансову стійкість;
- забезпеченість ресурсами;
- імідж підприємства в очах економічних контрагентів і широких кіл громадськості тощо.

Суб'єктивні ризики є керованими, їх дію і негативні наслідки можна мінімізувати шляхом підвищення кваліфікації кадрів служби маркетингу, залученням до її роботи досвідчених фахівців, вивченням попереднього досвіду діяльності, ретельним контролем за ходом маркетингової діяльності тощо.

## Принципи управління ризиком
Управління ризиком має забезпечити оптимальне для підприємця співвідношення результатів економічної діяльності та ризику, яким вона обтяжена. Необхідною умовою розв'язання проблеми ризику є чітке усвідомлення цілей діяльності фірми. Виходячи з конкретних цілей, слід здійснювати збирання, обробку та аналіз інформації про зовнішнє середовище, про внутрішні показники фінансової, виробничої, комерційної діяльності фірми в минулому та в поточному періоді, а також прогнози щодо майбутнього.
Управління ризиком у широкому сенсі — це процес виявлення J й оцінювання ризиків, а також вибір методів та інструментів управління для оптимізації ризику. Це необхідність використовувати в управлінській діяльності різноманітні підходи, процеси, заходи, які дають змогу певною мірою (наскільки це можливо) прогнозувати можливість настання ризикованих подій і домагатися зниження ступеня ризику до допустимих меж.
Необхідно визначити основні принципи процесу управління ризиками :
- принцип максимізації, який передбачає прагнення найширшого аналізу можливих причин і чинників виникнення ризику, тобто цей принцип наголошує необхідність зведення рівня невизначеності до мінімуму.
- принцип мінімізації означає, що управлінці намагаються звести до мінімуму, по-перше, спектр можливих ризиків, і, по-друге, мінімізувати рівень впливу ризику на свою діяльність.
- принцип адекватності реакції полягає в необхідності адекватно і швидко реагувати на зміни, які можуть призвести до виникнення ризику.
- принцип прийняття — управлінці (підприємці) можуть прийняти на себе лише обґрунтований ризик.

## Основні способи управління ризиком
Розглянемо способи управління ризиком, які є найуніверсальнішими й найпоширенішими у практичній діяльності. Головним серед них вважають зниження ступеня ризику — оптимізацію ризику, яку можна здійснювати або шляхом його передачі, тобто зовнішніми способами, або за допомогою внутрішніх ресурсів (самострахування), розподілу фінансових, матеріальних коштів за принципами лімітування, диверсифікації, тобто внутрішніми способами. До внутрішніх способів зниження ризику відносять також здобуття додаткової інформації.
До прийомів зниження ступеня ризику відносять:
- уникнення;
- попередження;
- прийняття (збереження чи навіть збільшення) ступеня ризику;
- зниження ступеня ризику (оптимізація).

Уникнення ризику означає просте ухилення від певного заходу, обтяженого надмірним (катастрофічним) ризиком. Таке рішення приймається у випадку невідповідності принципам управління ризиками. Наприклад: рівень можливих утрат, а також додаткові витрати, пов'язані зі зменшенням ризику чи передачею ризику іншій особі, неприйнятні для підприємця; рівень можливих утрат значно перевищує очікувану віддачу (прибуток) тощо. Уникнення ризику є найбільш простим і радикальним напрямом у системі управління ризиком. Воно дозволяє цілком уникнути можливих втрат і непевності. Разом з тим, як правило, уникнення ризику означає для підприємця відмову від прибутку. Тому за необґрунтованої відмови від заходу (проекту), пов'язаного із ризиком, мають місце втрати від невикористаних можливостей.
Попередження ризику — доволі ефективний спосіб, який, утім лише в окремих випадках дає змогу зменшити (уникнути) ризику в менеджменті.
Прийняття (збереження чи збільшення) ступеня ризику — ситуація, коли ризик залишають на розсуд менеджера (інвестора), тобто на його відповідальність. Вкладаючи засоби в конкретну справу, менеджер має бути впевненим, що є можливості покриття можливих збитків або ж вони йому не загрожують. Збереження ризику найчастіше означає відмову від дій, спрямованих на компенсацію збитку, чи його компенсація з якихось спеціальних джерел (фонд ризику, фонд самострахування, кредити тощо).
Передача ризику — передача відповідальності за нього третім особам (часто за винагороду) за збереження існуючого рівня ризику або шляхом його розподілу, або через механізм зовнішнього страхування. Це означає, що підприємець передає відповідальність за ризик комусь іншому, наприклад, страховій компанії. У цьому випадку передача ризику здійснюється шляхом страхування ризику. Передача ризику можлива також шляхом укладання ф'ючерсного контракту. Ф'ючерси дають змогу передавати ризик несприятливої зміни цін у майбутньому протилежній стороні торговельної угоди. Крім того, можна виокремити розподіл ризику, який полягає в тому, щоб, наприклад, покласти певну частку відповідальності за ризик на того співучасника реального інвестиційного проекту, який здатен його контролювати краще за інших.
Для зниження ступеня ризику застосовуються різні прийоми, найпоширеніші з них:
- профілактика господарських ризиків;
- диверсифікація;
- лімітування;
- самострахування;
- страхування;
- страхування від валютних ризиків;
- хеджування;
- одержання додаткової інформації про вибір і результат;
- одержання контролю над діяльністю в пов'язаних галузях;
- урахування і оцінка частини використання специфічних фондів компанії в її загальних фондах та ін.

Диверсифікація є найбільш обґрунтованим і відносно менш витратним способом зниження ступеня економічного ризику в діяльності підприємстваі, вона полягає в розподілі зусиль і капіталовкладень між різноманітними видами діяльності, безпосередньо не пов'язаними один з одним. У такому випадку, якщо в результаті непередбачених подій один вид діяльності буде збитковий, то інший може приносити прибуток.(Як відомо, до зовнішніх факторів ризиків відносяться процеси, що відбуваються в економіці країни в цілому, воєнні дії, цивільні хвилювання, інфляція і дефляція, зміна дисконтної ставки, зміна відсоткових ставок по депозитах, кредитах у комерційних банках і т. д. Ризик, зумовлений цими процесами, не можна зменшити за допомогою диверсифікації).
Як напрями диверсифікації ризиків можуть бути використані:
- диверсифікація різних видів діяльності передбачає використання альтернативних можливостей одержання доходу і прибутку від різних видів господарських операцій;
- диверсифікація постачальників товарів:. передбачає забезпечення розмаїтості комерційних партнерів з постачання на підприємство основних груп товарів;
- диверсифікація асортименту продукції, що випускається.
- диверсифікація портфеля цінних паперів: передбачає розмаїтість цього портфеля за окремими видами і емітентами цінних паперів (не змінюючи при цьому критеріальних цілей формування цього портфеля);
- диверсифікація депозитного портфеля: передбачає розміщення великих сум тимчасово вільних грошових активів підприємства на депозитне зберігання в декількох банках (не змінюючи при цьому істотно умови їх розміщення).

Одним з добре відомих шляхів диверсифікації є вертикальна диверсифікація, яка характеризується розширенням і розгалуженням компонентів, частин і матеріалів. Горизонтальну диверсифікацію характеризують введення нових продуктів тоді, коли вони жодним чином не відповідають існуючій номенклатурі продукції, і набувають місій, які відповідають ноу-хау компанії і її досвіду в технології фінансах і маркетингу. Завдяки бічній диверсифікації можна виходити за межі галузі, в якій функціонує компанія. Якщо вертикальна і горизонтальна диверсифікації, по суті, є стримуючими (в тому сенсі, що вони обмежують сферу інтересів), то бічна диверсифікація навпаки, сприяє її розширенню. Цим самим компанія заявляє про свій намір змінити свою існуючу ринкову структуру.
Лімітування — це встановлення ліміту, тобто граничних сум затрат, продажу, кредиту тощо. За такими видами діяльності і господарських операцій, що можуть постійно виходити за встановлені межі припустимого ризику, цей ризик лімітується шляхом установлення відповідних економічних і фінансових нормативів. Система таких нормативів, що забезпечують лімітування економічних ризиків, може включати:
- максимальний обсяг комерційної операції по закупівлі товарів, що укладається з одним контрагентом;
- максимальний розмір сукупних запасів товарів на підприємстві (запасів поточного поповнення, сезонного збереження, цільового призначення);
- максимальний розмір споживчого кредиту, наданого одному покупцю (у рамках диференційованих груп покупців чи груп товарів);
- мінімальний розмір оборотних активів у високоліквідній формі (з виділенням їхньої суми у вигляді готових коштів платежу);
- граничний розмір використання позикових коштів в обороті (чи їхня частка в загальній сумі використовуваного капіталу);
- максимальний розмір депозитного внеску, що розміщується в одному комерційному банку, та ін.